# Hellsing
Hellsing (ヘルシング Herushingu) er en manga tegneserie der er tegnet og fortalt af Kouta Hirano. Bøgerne handler om zombier og vampyrer. Hovedpersonenerne hedder Alucard, som selv er vampyr, og Integra Hellsing som er overhoved for Hellsing-klanen og -organisationen.
Alucard er en slags ”skadedyrsbekæmper”, skadedyrene er vampyrer, zombier og nazister. Han er Hellsings bedste "våben" mod andre vampyrer m.m. Der er også en kvindelig vampyr, hun hedder Saras Victoria og er Alucards hjæper.
Seras Victoria var politikvinde som menneske, men blev såret af Alucard i en kamp mod en anden vampyr, og valgte vampyr-livet frem for død.
Ud over de to er der også en gruppe professionelle soldater ansat, til at hjælpe Alucard og Seras, eller til selv at klare vampyrer/zombier af lavere rang.
Serien er en manga på 10 bind. Bøgerne blev først udgivet af Mangismo A/S i Danmark, men efter de gik i betalingsstandsning har Carlsen opkøbt serien.
Serien har ikke titler ud over Hellsing, og så nr. 1-10.
Navnet "Hellsing" er et spil på Van Helsing, der er en af hovedpersonerne i Bram Stokers Dracula (og "Alucard" er "Dracula" bagfra).

| Anime eller manga | Spire Denne artikel om en anime og/eller manga er en spire som bør udbygges. Du er velkommen til at hjælpe Wikipedia ved at udvide den. |